# Ouled Rabah
Ouled Rabah là một đô thị thuộc tỉnh Jijel, Algérie. Dân số thời điểm năm 2002 là 10.142 người.